# Champs (Orne)
Champs és un municipi francès situat al departament de l'Orne i a la regió de Normandia. L'any 2007 tenia 108 habitants.

## Demografia

### Població
El 2007 la població de fet de Champs era de 108 persones. Hi havia 48 famílies de les quals 12 eren unipersonals (8 homes vivint sols i 4 dones vivint soles), 20 parelles sense fills i 16 parelles amb fills.
La població ha evolucionat segons el següent gràfic:
Habitants censats

### Habitatges
El 2007 hi havia 68 habitatges, 45 eren l'habitatge principal de la família, 21 eren segones residències i 2 estaven desocupats. Tots els 68 habitatges eren cases. Dels 45 habitatges principals, 35 estaven ocupats pels seus propietaris, 9 estaven llogats i ocupats pels llogaters i 1 estava cedit a títol gratuït; 2 tenien dues cambres, 13 en tenien tres, 6 en tenien quatre i 24 en tenien cinc o més. 39 habitatges disposaven pel capbaix d'una plaça de pàrquing. A 19 habitatges hi havia un automòbil i a 22 n'hi havia dos o més.

### Piràmide de població
La piràmide de població per edats i sexe el 2009 era:
| Homes | Edats   | Dones |
| ----- | ------- | ----- |
| 0     | 95 o +  | 0     |
| 0     | 90 a 94 | 0     |
| 0     | 85 a 89 | 0     |
| 0     | 80 a 84 | 0     |
| 0     | 75 a 79 | 0     |
| 8     | 70 a 74 | 0     |
| 8     | 65 a 69 | 8     |
| 0     | 60 a 64 | 8     |
| 0     | 55 a 59 | 8     |
| 8     | 50 a 54 | 0     |
| 8     | 45 a 49 | 4     |
| 4     | 40 a 44 | 8     |
| 0     | 35 a 39 | 4     |
| 4     | 30 a 34 | 0     |
| 0     | 25 a 29 | 0     |
| 8     | 20 a 24 | 0     |
| 12    | 15 a 19 | 8     |
| 4     | 10 a 14 | 4     |
| 0     | 5 a 9   | 4     |
| 0     | 0 a 4   | 0     |

## Economia
El 2007 la població en edat de treballar era de 67 persones, 43 eren actives i 24 eren inactives. De les 43 persones actives 41 estaven ocupades (25 homes i 16 dones) i 2 estaven aturades (1 home i 1 dona). De les 24 persones inactives 10 estaven jubilades, 7 estaven estudiant i 7 estaven classificades com a «altres inactius».
Activitats econòmiques
Dels 3 establiments que hi havia el 2007, 2 eren d'empreses de construcció i 1 d'una empresa de comerç i reparació d'automòbils.
Dels 2 establiments de servei als particulars que hi havia el 2009, 1 era una fusteria i 1 electricista.
L'any 2000 a Champs hi havia 10 explotacions agrícoles que ocupaven un total de 532 hectàrees.

## Poblacions més properes
El següent diagrama mostra les poblacions més properes.